# 薛明凯
薛明凯（1989年10月8日—），祖籍山東省曲阜市人，定居河南省郑州市，人权活动家，中国民主党成员，中華人民共和國異議人士。

## 人物生平
1989年10月出生于山东省曲阜市，16岁时在学校散发传单以及名片，呼吁寻求政治改革。
薛明凯从2006年开始与陈锦平、张继安等人在网络开展民主宣传。先后建立了许多论坛，并成立了「中国民主工民党」。2008年结识流亡美国的民运人士刘东星，次年加入中国民主党。
2009年薛明凯先后与中国民主党境外组织多次联系并在国内发展中国民主党组织及成员。先后与中国民主党海外组织刘东星、徐文立等人联系。

## 首次被捕
2009年5月8日，薛明凯被深圳市国保支队抓捕，以颠覆国家政权罪刑事拘留，6月12日逮捕。据判决书指控薛明凯2006年“伙同他人在网络宣传民主政治，并与境外敌对势力联系，伙同他人攻击社会主义制度，公开发表反对社会主义言论，传播民主思想。先后任命福建陈锦平、湖北张继安、湖南吴诗隆等人建立中国民主党分支，妄图颠覆我国政权。”2010年2月10日薛明凯公开宣判。深圳市中级人民法院以颠覆国家政权罪判处有期徒刑1年6个月，上诉后被广东高院维持原判。2010年11月7日刑满释放。薛明凯继续从事民主活动，遭到政府国保的严重打压。
2011年1月份，薛明凯与魏水山等人冒着风险，前往浙江温州调查「钱云会事件」，回来后，薛明凯公布了调查结果，说明是谋杀。1月下旬，薛明凯就钱云会事件与楼宝生、魏水山发布《告全球同胞的一封泣泪书》，呼吁民众走上街头，反对迫害，追求自由。杭州国保对其采取了殴打拘禁，绑架软禁，跟踪监视等手段。

## 再次被捕
2011年1月份，中东阿拉伯之春席卷半球，中国的茉莉花革命也开始进行。同年2月，薛明凯与来金彪等20余中国民主党的成员在杭州市吴山广场拉开横幅，宣讲政治改革等言论，引来大量群众参与。2011年2月25日，薛明凯被浙江国保抄家并拘留，随后公安部电令山东国保扣押拘留。
同年3月16日，山东国保以薛明凯涉嫌煽动颠覆国家政权罪刑事拘留，由于坚决不配合当局，进入看守所时被多名武警抬进去，后坐老虎凳多天。在看守所，薛明凯继续坚持斗争。2012年2月份被济南市中级法院以煽动颠覆国家政权罪判处有期徒刑4年，剥夺政治权利3年。薛明凯上诉至山东高级法院，后改判2年6个月，剥夺政治权利2年。
薛明凯被关入山东省第一监狱，薛明凯拒绝改造，当局便严厉打击。在监狱被单独关押在5楼，禁止出门，禁止与外界交流，被监狱当局多人看守，甚至连见太阳的权利都被剥夺。2013年9月15日薛明凯刑满释放，刚抵达杭州，就被杭州国保控制并遣返山东。薛明凯也是中国大陆最年轻的政治犯之一。

### 家族
父亲薛福顺（1962年——2014年1月29日），2014年1月29日死於山東曲阜市檢察院內，家屬王書清被告知是從檢察院四樓跳樓自殺，由於此前薛福順曾言稱自己不會自殺。所以外界懷疑是受迫害死亡。
母亲王淑清，2010年在薛明凯被以颠覆国家政权罪判刑之后，被当局劳动教养1年，后被政府秘密关押软禁，至今下落不明。王淑清在2014年被马强等人营救之后表示，由于薛明凯从事民主活动，全家遭受政府当局迫害，多次遭到殴打关押。
妻子王妍鑫，河南省郑州市人，育有两子。